# 德川昭武
德川昭武（日语：〔〕／ Tokugawa Akitake，1853年10月26日—1910年7月3日），初名松平昭德，幼名余八麿，字子明，号鑾山，日本幕末大名，御三卿清水德川家第6代當主與水戶藩最後一位（第11代）藩主。他是第9代水戶藩主德川齊昭的第十八子；第10代水戶藩主德川慶篤與第15代將軍德川慶喜之異母弟。

## 生平
嘉永六年（1853年），他在江戶駒込的水戶藩中屋敷出生，取幼名余八麿。
第14代將軍德川家茂逝世時（慶應二年，1867年），他改名昭武，同年繼承清水德川家，並以將軍德川慶喜名義率領代表團出使巴黎萬國博覽會。自慶應三年正月（1867年2月）起的50天內，包括會計與實業家澀澤榮一、隨行醫師高松凌雲、通譯山內堤雲等人一起謁見了法蘭西第二帝國皇帝拿破崙三世，並到了瑞士、荷蘭、比利時、意大利和英國遊覽，其後他在巴黎留學。
慶應四年（1868年），使節團得知德川慶喜進行大政奉还的消息，不久又在報章上得知鳥羽伏見之戰的新聞，部份隨行人物如栗本鋤雲立刻回到日本，只剩下德川昭武等七人。五月，新政府下達的歸國命令書送到他們手中，回國時又接到了長兄德川慶篤過世的訃聞，至十一月才回到神奈川，並繼承水戶德川家，成為最後一任水戶藩藩主。
明治二年（1869年）版籍奉還，他轉任水戶藩知事，到明治四年（1871年）7月14日因為廢藩置縣免去藩知事一職。
明治七年（1875年），他被任命為陸軍少尉，從事軍事教育，到明治十六年（1883年）5月他決定隱居，將家督之位讓給姪子篤敬。
明治四十三年（1910年）7月3日，他在小梅邸住所逝世，享年58歲。

## 登場作品
影視劇
- 獅子的時代（日语：獅子の時代）（1980年、NHK大河劇、演：中村幸二（日语：中村橋之助 (3代目)））
- 直衝青天（2021年、NHK大河劇、演：板垣李光人）

## 外部連結
- 松戶市戶定歷史館 （页面存档备份，存于）。
- . 江戸東京博物館.   [2015-11-30]. （原始内容存档于2021-03-07）.